# Berkshire Hathaway
Berkshire Hathaway je konglomerátní holdingová společnost sídlící v americkém městě Omaha. Původně textilní společnost ovládl v roce 1965 investor Warren Buffett. S konsolidovaným obratem 112,5 miliardy USD (asi 2,1 bilionu Kč) patří mezi 50 největších společností na světě.

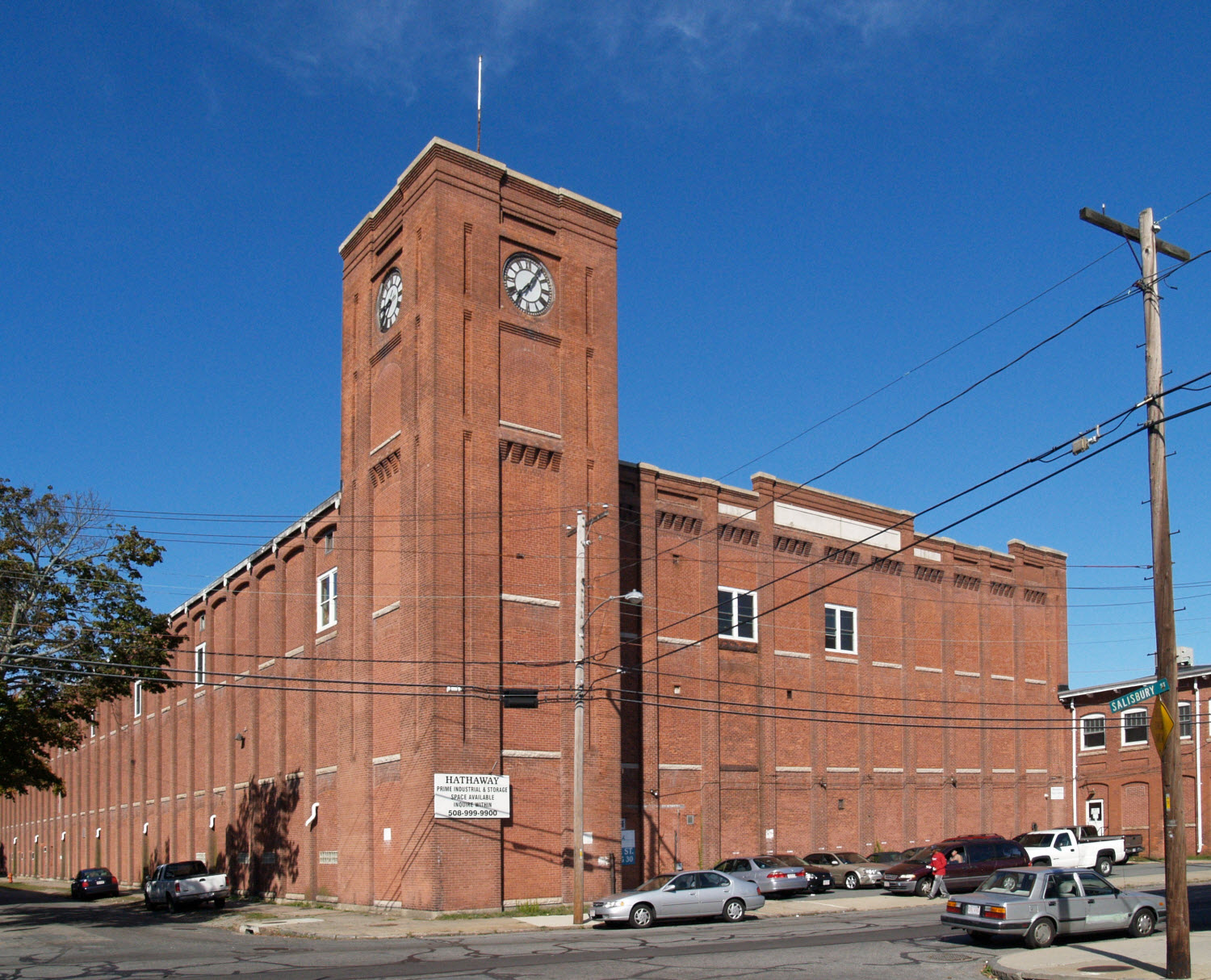
Původní textilka Hathaway, kde byl ukončen provoz v roce 1985

Dceřiné společnosti podnikají například v pojišťovnictví, nadále i ve výrobě oděvů, výrobě stavebních materiálů, energetice, maloobchodu, velkoobchodu či dopravě. Velmi cenné je především akciové portfolio společnosti. V dubnu 2010 mělo hodnotu asi 55 mld USD a obsahovalo tehdy například 9 % akcií The Coca-Cola Company, 6 % Wells Fargo či 13 % American Express.
Kmenové akcie (class A) neprošly nikdy dělením a nikdy na ně nebyla vyplacena dividenda. Následkem toho jsou nejdražší na newyorské burze, v dubnu 2010 stála jedna akcie téměř 119 000 USD (asi 2 200 000 Kč). V roce 1996 společnost vydala prioritní akcie (class B) s třicetinovou hodnotou (a dvousetinovými hlasovacími právy) oproti kmenovým akciím, ty byly znovu rozděleny v roce 2010. Největšími akcionáři společnosti jsou Warren Buffett osobně a Nadace Billa a Melindy Gatesových, které se Warren Buffet rozhodl postupně věnovat většinu svých akcií. Valnou hromadu společnosti běžně navštěvuje 20 000 lidí.